# Мирошниченко Володимир Володимирович

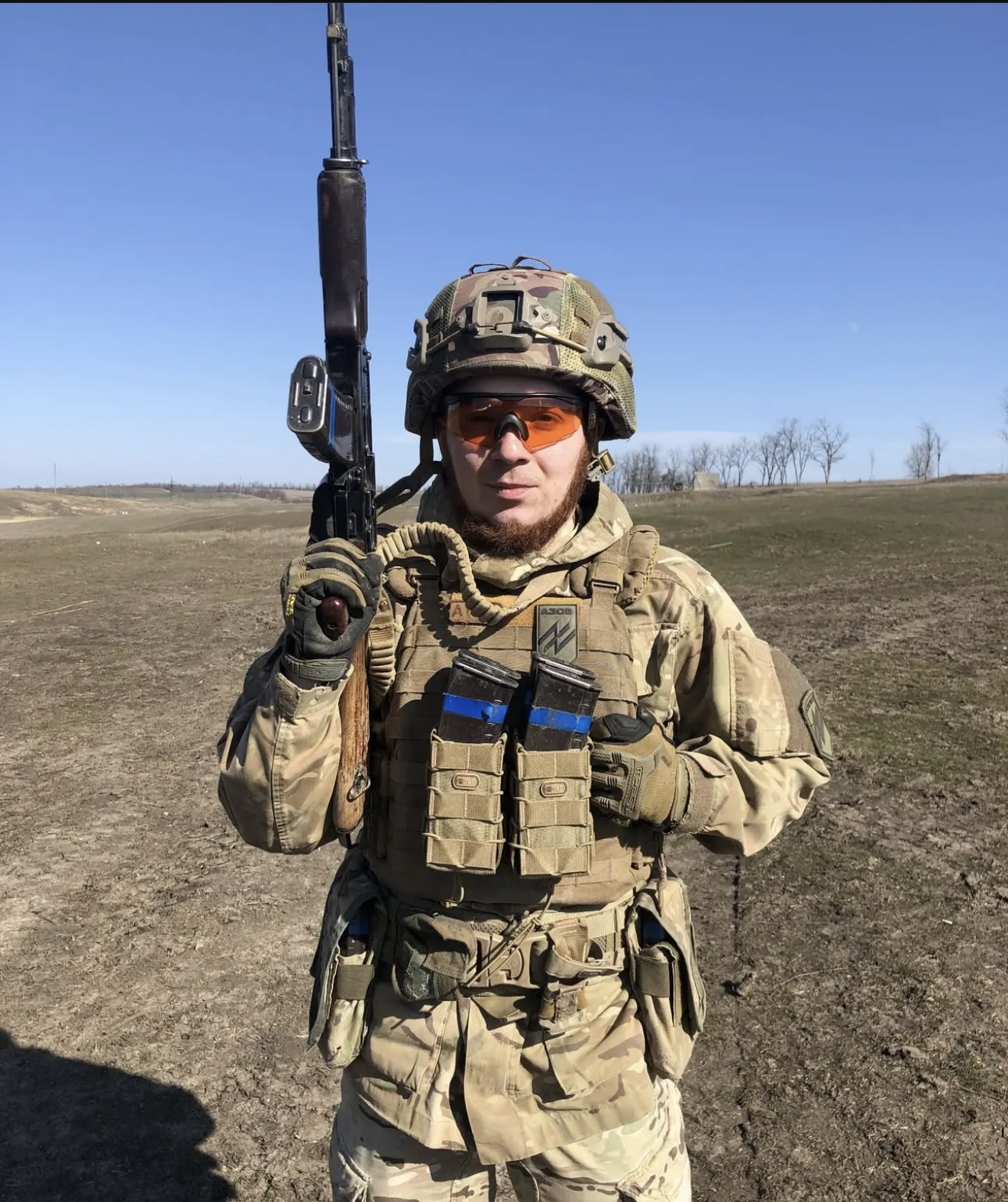

Мирошниченко Володимир Володимирович — старший лейтенант підрозділу Національної гвардії України, учасник російсько-української війни, який загинув у ході російського вторгнення в Україну в 2022 році.

## Життєпис
Народився 1 січня 1994 в місті Харків .
З дитинства любив спорт: займався боксом з 14 років, отримав 2-й дорослий розряд, мав синій пояс з тхеквондо, також займався карате та самбо. Закінчив Харківський національний автомобільно-дорожній університет  за спеціальністю "Транспортні тунелі та мости". Здобувши вищу освіту, закінчивши військову кафедру обрав шлях військового. Пройшов підготовку – курс молодого бійця та пішов служити до полку «Азов» у 2018 на офіцерську посаду командира відділення.
Брав участь у боях на Світлодарській дузі 2018-2019 р.
На момент повномасштабного вторгнення 2022 року — старший лейтенант, командир 1-го взводу оперативного призначення 3-ї роти оперативного призначення 1-го батальйону оперативного призначення ОЗСП «Азов».
Повномасштабне вторгнення зустрів на околицях Маріуполя, тримаючи позиції в околицях с. Калинівка. Свій останній бій прийняв 2 березня, жив воїном, загинув Героєм. 
Загинув 2 березня 2022 під час виконання бойового завдання отримавши поранення, несумісні з життям.
За героїзм, проявлений у боротьбі за Маріуполь, старший лейтенант Володимир Мирошниченко був нагороджений орденом «За мужність» ІІІ ступеня – не перша, але остання та посмертна нагорода. Також нагороджений медаллю Операції об’єднаних сил «За звитягу та вірність», відзнакою Президента України «За участь в антитерористичній операції», нагрудним знаком «Ветеран війни, учасник бойових дій».

## Нагороди
- орден «За мужність» III ступеня (2022, посмертно) — за особисту мужність і самовіддані дії, виявлені у захисті державного суверенітету та територіальної цілісності України, вірність військовій присязі.
- Нагороджений медаллю Операції об’єднаних сил «За звитягу та вірність»
- Відзнака Президента України «За участь в антитерористичній операції»
- Нагрудний знак «Ветеран війни, учасник бойових дій».